# Muara Kati Baru II
Muara Kati Baru II is een bestuurslaag in het regentschap Musi Rawas van de provincie Zuid-Sumatra, Indonesië. Muara Kati Baru II telt 521 inwoners (volkstelling 2010).